# The History Boys
The History Boys è un film del 2006 diretto da Nicholas Hytner.
È la trasposizione dell'omonima commedia teatrale di Alan Bennett, vincitrice di ben 6 Tony Award, di cui ha mantenuto regista e cast originari.

## Trama
Yorkshire, Sheffield, 1983. Un gruppo di otto studenti ha ottenuto risultati scolastici abbastanza buoni per aspirare ad Oxford e Cambridge e deve affrontare un ultimo trimestre di preparazione intensiva per poter sostenere l'esame di ingresso in Storia. Per aumentare le loro possibilità di successo il preside, che ambisce a migliorare le statistiche del proprio istituto, affianca agli insegnanti che li hanno portati fin lì, Mrs Lintott (Storia) e l'eccentrico Hector (General Studies), il giovane Irwin, perché dia loro lo "stile" e l'approccio giusto per l'esame.
Se Mrs Lintott ha dato loro le basi culturali e Hector con le sue lezioni imprevedibili ha tentato di trasmettere loro il senso della conoscenza al di là dell'erudizione, Irwin offre loro un metodo del tutto diverso, che mette in secondo piano i fatti a favore dell'interpretazione, quanto più possibile originale.
Fra Hector e i ragazzi c'è una sorta di tacito accordo, per cui a turno si fanno portare a casa in moto da lui e lasciano che lui faccia qualche timida avance, con fuggevoli palpate, perché non ha mai osato andare oltre e provano una certa pena per lui come persona, a parte la dubbiosa stima come insegnante.
Fra i ragazzi, Posner è tormentato dall'attrazione per il carismatico Dakin che, pur lusingato dalle sue attenzioni e già impegnato in una relazione con la segretaria del preside, è invece affascinato da Irwin, di cui cerca prima l'approvazione e con cui arriva poi a flirtare apertamente, più o meno ricambiato da Irwin che, per quanto anticonvenzionale nell'insegnamento, è molto inibito nel comportamento privato.
Alla fine riusciranno tutti a superare l'esame di ingresso, perfino il meno dotato Rudge, grazie ad una specie di legame familiare con Oxford (suo padre era stato inserviente e un membro della commissione lo ricordava bene), ma i loro festeggiamenti saranno rovinati da una tragedia: nel portare in moto Irwin, Hector è vittima di un incidente mortale.
Il film si chiude sulla sua celebrazione funebre, al termine della quale Mrs Lintott si ritrova a immaginare il futuro dei ragazzi dalle varie carriere (avvocato, imprenditore edile, magistrato, ecc.): fra di loro, è il sensibile Posner ad aver seguito le orme di Hector come insegnante, conservandone lo spirito pur riuscendo a trattenersi dal toccare i propri studenti. Irwin invece ha lasciato l'insegnamento per il giornalismo televisivo.

## Distribuzione e incassi
Il film ha avuto la première a Londra il 2 ottobre 2006, è uscito in Gran Bretagna il 13 ottobre 2006, negli USA il 21 novembre 2006 e in Italia il 25 maggio 2007. Ha ottenuto un incasso mondiale di circa 12 milioni di dollari.

## Accoglienza
Richard Schickel di Time ha affermato che il film è migliore dell'opera teatrale originale. Ha spiegato che la trasposizione in film ha migliorato il "flusso e l'intimità" della produzione, preservando i messaggi che cerca di trasmettere. Rolling Stone osserva che un certo senso di familiarità con il soggetto del film si perde nel taglio di quasi un'ora dall'opera teatrale originale, ma il testo rimane spiritoso e acuto come è consueto nello stile dell'autore. New York descrive il film come "brillante e contagioso" e pieno del consueto umorismo impassibile di Alan Bennett.

### Riconoscimenti
- Nomination ai British Academy of Film and Television Arts per miglior attore protagonista (BAFTA) e migliore attrice non protagonista (Frances de la Tour).
- 4 Nomination ai British Independent Film Awards (Best Actress, Best Screenplay, 2 Most Promising Newcomer)